# Список президентів Куби

Президент Куби — нині це голова Державної Ради Куби, він є одночасно очільником держави та уряду (Ради Міністрів). За Конституцією 1976 року, обирається на п'ятирічний термін «Національною асамблею Куби» разом з «Державною радою».
З 1869 по 1878 та з 1895 по 1899 роки, в останні роки іспанського колоніального правління, президент Республіки Куба не був найвищим органом виконавчої влади.
У період з 1902 по 1906 та 1909 по 1976 роки — президент Республіки Куба був очільником президентської республіки.

## Список очільників держави Куба з моменту здобуття незалежності у1902році

### Республіка Куба (1902-1959)
| №                    | Портрет              | Прізвище та ім'я роки життя                          | Початок терміну      | Закінчення терміну   | Політична партія              |
| Президент Республіки | Президент Республіки | Президент Республіки                                 | Президент Республіки | Президент Республіки | Президент Республіки          |
| -------------------- | -------------------- | ---------------------------------------------------- | -------------------- | -------------------- | ----------------------------- |
| 1                    |                      | Томас Естрада Пальма (9 липня 1835–4 листопада 1908) | 20 травня 1902       | 28 вересня 1906      | Республіканська партія Гавана |

### Друга окупація Куби
| №                     | Портрет               | Прізвище та ім'я роки життя                         | Початок терміну       | Закінчення терміну    | Призначався               |
| Тимчасові губернатори | Тимчасові губернатори | Тимчасові губернатори                               | Тимчасові губернатори | Тимчасові губернатори | Тимчасові губернатори     |
| --------------------- | --------------------- | --------------------------------------------------- | --------------------- | --------------------- | ------------------------- |
| —                     |                       | Вільям Говард Тафт (15 вересня 1857–8 березня 1930) | 29 серпня 1906        | 13 жовтня 1906        | Президент Теодор Рузвельт |
| —                     |                       | Чарльз Едвард Магун (5 грудня 1861– 14 січня 1920)  | 13 жовтня 1906        | 28 січня 1909         | Президент Теодор Рузвельт |

### Республіка Куба (1902–1959)
| №                                   | Портрет              | Прізвище та ім'я роки життя                                          | Початок терміну      | Закінчення терміну   | Політична партія                          |
| Президент Республіки                | Президент Республіки | Президент Республіки                                                 | Президент Республіки | Президент Республіки | Президент Республіки                      |
| ----------------------------------- | -------------------- | -------------------------------------------------------------------- | -------------------- | -------------------- | ----------------------------------------- |
| 2                                   |                      | Хосе Мігель Гомес (6 липня 1858–13 червня 1921)                      | 28 січня 1909        | 20 травня 1913       | Ліберальна партія Куби                    |
| 3                                   |                      | Маріо Гарсія Менокаль (17 грудня 1866–7 вересня 1941)                | 20 травня 1913       | 20 травня 1921       | Консервативна партія Куби                 |
| 4                                   |                      | Альфредо Саяс-і-Альфонсо (21 лютого 1861–11 квітня 1934)             | 20 травня 1921       | 20 травня 1925       | Кубинська народна партія-Національна Ліга |
| 5                                   |                      | Херардо Мачадо (28 вересня 1871-29 березня 1939)                     | 20 травня 1925       | 12 серпня 1933       | Ліберальна партія Куби                    |
| —                                   |                      | Альберто Еррера-і-Франкі (1 вересня 1874-18 березня 1954)            | 12 серпня 1933       | 13 серпня 1933       | Військовий                                |
| —                                   |                      | Карлос Мануель де Сеспедес-і-Кесада (12 серпня 1871–28 березня 1939) | 13 серпня 1933       | 5 вересня 1933       | A.B.C. Революційне суспільство            |
| Виконавча комісія Тимчасового уряду |                      |                                                                      |                      |                      |                                           |
| —                                   |                      | Рамон Грау Сан-Мартін (13 вересня 1881–28 липня 1969)                | 5 вересня 1933       | 10 вересня 1933      | Автентична партія                         |
| —                                   |                      | Гільєрмо Портела-і-Меллер (1886–1958)                                | 5 вересня 1933       | 10 вересня 1933      | Ліберальна партія Куби                    |
| —                                   |                      | Хосе Мігель Іріссарі-і-Гаміо (1895–1968)                             | 5 вересня 1933       | 10 вересня 1933      | Консервативна партія                      |
| —                                   |                      | Серхіо Карбо-і-Морера (1891–1971)                                    | 5 вересня 1933       | 10 вересня 1933      | Кубинська народна партія-Національна Ліга |
| —                                   |                      | Порфіріо Франка-і-Альварес де ла Кампа (1878–1950)                   | 5 вересня 1933       | 10 вересня 1933      | Ліберальна партія Куби                    |
| Президент Республіки                |                      |                                                                      |                      |                      |                                           |
| 6                                   |                      | Рамон Грау Сан-Мартін (13 вересня 1881–28 липня 1969)                | 10 вересня 1933      | 15 січня 1934        | Автентична партія                         |
| —                                   |                      | Карлос Гевіа (1900–1964)                                             | 15 січня 1934        | 18 січня 1934        | Автентична партія                         |
| —                                   |                      | Мануель Маркес Стерлінг (28 серпня 1872–9 грудня 1934)               | 18 січня 1934        | 18 січня 1934        | Незалежний                                |
| —                                   |                      | Карлос Мендьєта (4 листопада 1873–27 вересня 1960)                   | 18 січня 1934        | 11 грудня 1935       | Націоналістичний союз                     |
| —                                   |                      | Хосе Агріпіно Барнет (23 червня 1864–18 вересня 1945)                | 11 грудня 1935       | 20 травня 1936       | Націоналістичний союз                     |
| 7                                   |                      | Мігель Маріано Гомес (6 жовтня 1889–26 жовтня 1950)                  | 20 травня 1936       | 24 грудня 1936       | Націоналістичний союз                     |
| 8                                   |                      | Федеріко Ларедо Бру (23 квітня 1875–7 серпня 1946)                   | 24 грудня 1936       | 10 жовтня 1940       | Націоналістичний союз                     |
| 9                                   |                      | Фульхенсіо Батиста (16 січня 1901–6 серпня 1973)                     | 10 жовтня 1940       | 10 жовтня 1944       | Демократична Соціалістична коаліція       |
| 10                                  |                      | Рамон Грау Сан-Мартін (13 вересня 1881–28 липня 1969)                | 10 жовтня 1944       | 10 жовтня 1948       | Автентична партія                         |
| 11                                  |                      | Карлос Пріо Сокаррас (14 липня 1903—5 квітня 1977)                   | 10 жовтня 1948       | 10 травня 1952       | Автентична партія                         |
| —                                   |                      | Фульхенсіо Батиста (16 січня 1901—6 серпня 1973)                     | 10 березня 1952      | 4 квітня 1952        | \| Партія прогресивної дії                |
| 12                                  | 24 лютого 1955       | Фульхенсіо Батиста (16 січня 1901—6 серпня 1973)                     | 1 січня 1959         |                      | \| Партія прогресивної дії                |
| —                                   |                      | Ансельмо Альєгро-і-Міла (16 березня 1899—22 листопада 1961)          | 1 січня 1959         | 2 січня 1959         | Партія прогресивної дії                   |
| —                                   |                      | Карлос Мануель П'єдра (1895–1988)                                    | 2 січня 1959         | 3 січня 1959         | Незалежний                                |

### Республіка Куба(післяКубинської революції)
| №                          | Портрет                                                                       | Прізвище та ім'я роки життя                               | Початок терміну      | Закінчення терміну   | Політична партія                                            |
| Президент Республіки       | Президент Республіки                                                          | Президент Республіки                                      | Президент Республіки | Президент Республіки | Президент Республіки                                        |
| -------------------------- | ----------------------------------------------------------------------------- | --------------------------------------------------------- | -------------------- | -------------------- | ----------------------------------------------------------- |
| 13                         |                                                                               | Мануель Уррутіа Льєо (8 грудня 1901–5 липня 1981)         | 3 січня 1959         | 17 липня 1959        | Незалежний                                                  |
| 14                         |                                                                               | Освальдо Дортікос Торрадо (17 квітня 1919-23 червня 1983) | 18 липня 1959        | 2 грудня 1976        | Народно-соціалістична партія Куби (до 26 березня 1962 року) |
| (14)                       | Об'єднана партія кубинської соціалістичної революції Комуністична партія Куби | Освальдо Дортікос Торрадо (17 квітня 1919-23 червня 1983) | 18 липня 1959        | 2 грудня 1976        |                                                             |
| Голови Державної Ради Куби |                                                                               |                                                           |                      |                      |                                                             |
| 15                         |                                                                               | Фідель Кастро (13 серпня 1926-25 листопада 2016)          | 2 грудня 1976        | 24 лютого 2008       | Комуністична партія Куби                                    |
| —                          |                                                                               | Рауль Кастро (3 червня 1931–)                             | 31 липня 2006        | 24 лютого 2008       | Комуністична партія Куби                                    |
| 16                         | 24 лютого 2008                                                                | Рауль Кастро (3 червня 1931–)                             | 18 квітня 2018       |                      | Комуністична партія Куби                                    |
| 17                         |                                                                               | Мігель Діас-Канель (20 квітня 1960)                       | 18 квітня 2018       | 10 жовтня 2019       | Комуністична партія Куби                                    |
| Президенти республіки      |                                                                               |                                                           |                      |                      |                                                             |
| 17                         |                                                                               | Мігель Діас-Канель (20 квітня 1960)                       | 10 жовтня 2019       |                      | Комуністична партія Куби                                    |